# Mentor Toruń Cup
Mentor Toruń Cup – międzynarodowe zawody w łyżwiarstwie figurowym m.in. w kategoriach: Senior, Junior, Advanced Novice rozgrywane w Polsce od 2008 roku. Zawody odbywają się w Toruniu w hali TorTor Arena. Podczas zawodów rozgrywane są konkurencje solistów, solistek, par sportowych oraz par tanecznych.

## Medaliści w kategorii seniorów

### Soliści
| Rok  | Złoto             | Srebro              | Brąz             | Źr.   |
| ---- | ----------------- | ------------------- | ---------------- | ----- |
| 2015 | Romain Ponsart    | Chafik Besseghier   | Peter Liebers    | [ 1 ] |
| 2016 | Alexei Bychenko   | Slavik Hayrapetyan  | Larry Loupolover | [ 2 ] |
| 2017 | Matteo Rizzo      | Peter Liebers       | Paul Fentz       | [ 3 ] |
| 2018 | Daniel Grassl     | Peter James Hallam  | Jari Kessler     | [ 4 ] |
| 2019 | Brendan Kerry     | Gabriele Frangipani | Graham Newberry  | [ 5 ] |
| 2020 | Władmir Litwincew | Mark Kondratiuk     | Brendan Kerry    | [ 6 ] |

### Solistki
| Rok  | Złoto                | Srebro               | Brąz                 | Źr.   |
| ---- | -------------------- | -------------------- | -------------------- | ----- |
| 2014 | Agata Kryger         | Danielle Montalbano  | Marta García         |       |
| 2015 | Angelina Kučvaļska   | Kailani Craine       | Daša Grm             | [ 1 ] |
| 2016 | Angelina Kučvaļska   | Anastasija Gałustian | Amy Lin              | [ 2 ] |
| 2017 | Laurine Lecavelier   | Maé-Bérénice Méité   | Anastasija Gałustian | [ 3 ] |
| 2018 | Niki Wories          | Eliška Březinová     | Nina Povey           | [ 4 ] |
| 2019 | Marina Piredda       | Isadora Williams     | Linnea Ceder         | [ 7 ] |
| 2020 | Jekatierina Kurakowa | Emily Zhang          | Alina Juszczenkowa   | [ 8 ] |

### Pary sportowe
| Rok                                           | Złoto                                 | Srebro                                      | Brąz                                  | Źr.   |
| --------------------------------------------- | ------------------------------------- | ------------------------------------------- | ------------------------------------- | ----- |
| 2011                                          | Mary Beth Marley / Rockne Brubaker    | Alexandra Malakhova / Leri Kenchadze        | brak zawodników                       |       |
| 2012                                          | Tatjana Nowik / Andriej Nowosiołow    | Danielle Montalbano / Jewgieni Krasnopolski | Alexandra Herbríková / Rudy Halmaert  |       |
| 2013                                          | Jelizawieta Makarowa / Leri Kenchadze | Maryja Paliakowa / Nikita Boczkow           | Marcelina Lech / Jakub Tyc            |       |
| 2014                                          | Giulia Foresti / Luca Dematte         | Veronica Grigorieva / Aritz Maestu          | brak zawodników                       |       |
| 2015                                          | Nicole Della Monica / Matteo Guarise  | Tatjana Daniłowa / Mikałaj Kamianczuk       | Minerva-Fabienne Hase / Nolan Seegert | [ 1 ] |
| 2016                                          | Sumire Sutō / Francis Boudreau-Audet  | Goda Butkutė / Nikita Jermołajew            | Lola Esbrat / Andriej Nowosiołow      | [ 2 ] |
| 2017                                          | Sumire Sutō / Francis Boudreau-Audet  | Kim Su-yeon / Kim Hyung-tae                 | Goda Butkutė / Nikita Jermołajew      | [ 3 ] |
| 2018                                          | Laura Barquero / Aritz Maestu         | Rebecca Ghilardi / Filippo Ambrosini        | Dorota Broda / Pedro Betegon          | [ 4 ] |
| Konkurencji nie rozgrywano w latach 2019–2020 |                                       |                                             |                                       |       |

### Pary taneczne
| Rok  | Złoto                                     | Srebro                               | Brąz                                         | Źr.    |
| ---- | ----------------------------------------- | ------------------------------------ | -------------------------------------------- | ------ |
| 2011 | Mary Beth Marley / Rockne Brubaker        | Alexandra Malakhova / Leri Kenchadze | brak zawodników                              |        |
| 2012 | Penny Coomes / Nicholas Buckland          | Siobhan Heekin-Canedy / Dmytro Duń   | Kira Geil / Tobias Eisenbauer                |        |
| 2013 | Siobhan Heekin-Canedy / Dmytro Duń        | Cathy Reed / Chris Reed              | Danielle O’Brien / Gregory Merriman          |        |
| 2014 | Jekatierina Puszkasz / Jonathan Guerreiro | Sara Hurtado / Adrià Díaz            | Laurence Fournier Beaudry / Nikolaj Sørensen |        |
| 2015 | Wang Shiyue / Liu Xinyu                   | Alisa Agafonova / Alper Uçar         | Natalia Kaliszek / Maksym Spodyriew          | [ 1 ]  |
| 2016 | Natalia Kaliszek / Maksym Spodyriew       | Kana Muramoto / Chris Reed           | Katharina Müller / Tim Dieck                 | [ 2 ]  |
| 2017 | Natalia Kaliszek / Maksym Spodyriew       | Sara Hurtado / Kiriłł Chalawin       | Kana Muramoto / Chris Reed                   | [ 3 ]  |
| 2018 | Natalia Kaliszek / Maksym Spodyriew       | Lilah Fear / Lewis Gibson            | Anna Janowska / Ádám Lukács                  | [ 4 ]  |
| 2019 | Madison Chock / Evan Bates                | Natalia Kaliszek / Maksym Spodyriew  | Wang Shiyue / Liu Xinyu                      | [ 9 ]  |
| 2020 | Natalia Kaliszek / Maksym Spodyriew       | Wang Shiyue / Liu Xinyu              | Tina Garabedian / Simon Proulx-Sénécal       | [ 10 ] |